# Динамо-Электросталь
Динамо-Электросталь — российский клуб по хоккею на траве, представляющий город Электросталь и Московскую область в мужской и женской Суперлигах.

## История
Команда образована в 1994 году на базе спортивного клуба «Авангард», начинала как команда по индорхоккею и неоднократно становилась бронзовым призёром чемпионата России, став серебряным призёром в 2002 году и выиграв чемпионат России в 2003 году. В 2003 году мужская команда под именем «Динамо» заняла 4-е место в чемпионате России по хоккею на траве среди команд высшей лиги (ныне Суперлига). Под именем «Динамо-Электросталь» выступает с 2009 года, выиграв в том сезоне чемпионат России. В 2010 году команда завоевала клубный Трофей по хоккею на траве среди европейских клубов в Уэльсе. 
В 2022 году впервые в мужская команды "Динамо-Электросталь" под руководством главного тренера Дмитрия Ряжского заняла 1 место и стала обладателем Кубка Европейских чемпионов по индорхоккею.
Женская команда до 2014 года играла в Высшей лиге, а после победы в 2013 году стала командой Суперлиги. С 2014 - 2024 год женская команда трижды становилась Чемпионом России!!!
В декабре 2007 года по инициативе главного тренера клуба Игоря Шишкова появился российский журнал «Hockey Player», первое в истории СССР и России издание, посвящённый хоккею на траве (выходил в 2007—2017 годах).

## Статистика выступлений
| Сезон     | Лига      | Место |
| --------- | --------- | ----- |
| 2003      | Суперлига | 4     |
| 2004      | Суперлига | 2     |
| 2005      | Суперлига | 2     |
| 2006      | Суперлига | 2     |
| 2007      | Суперлига | 2     |
| 2008      | Суперлига | 2     |
| 2009      | Суперлига | 1     |
| 2010      | Суперлига | 3     |
| 2010/2011 | Суперлига | 2     |
| 2011/2012 | Суперлига | 3     |
| 2012/2013 | Суперлига | 2     |
| 2013/2014 | Суперлига | 4     |
| 2014/2015 | Суперлига | 2     |
| 2015/2016 | Суперлига | 2     |
| 2016      | Суперлига | 2     |
| 2017      | Суперлига | 2     |
| 2018      | Суперлига | 2     |
| 2019      | Суперлига | 2     |
| 2020      | Суперлига | 2     |
| 2021      | Суперлига | 2     |
| 2022      | Суперлига | 2     |
| 2023      | Суперлига | 2     |
| 2024      | Суперлига | 2     |

| Сезон | Лига        | Место |
| ----- | ----------- | ----- |
| 2008  | Высшая лига | 5     |
| 2009  | Высшая лига | 6     |
| 2010  | Высшая лига | 5     |
| 2011  | Высшая лига | 4     |
| 2012  | Высшая лига | 2     |
| 2013  | Высшая лига | 1     |
| 2014  | Суперлига   | 6     |
| 2015  | Суперлига   | 6     |
| 2016  | Суперлига   | 5     |
| 2017  | Суперлига   | 3     |
| 2018  | Суперлига   | 3     |
| 2019  | Суперлига   | 2     |
| 2020  | Суперлига   | 1     |
| 2021  | Суперлига   | 1     |
| 2022  | Суперлига   | 2     |
| 2023  | Суперлига   | 1     |
| 2024  | Суперлига   | 2     |